# Kihti
Le Kihti, en suédois Skiftet, est une baie de la mer Baltique située dans le Sud-Ouest de la Finlande, entre la Finlande continentale à l'est et Åland à l'ouest. Faisant partie du golfe de Botnie, elle est encadrée au nord par la mer de Botnie et au sud par la mer Baltique stricto sensu. Elle constitue les eaux baignant l'archipel finlandais, un ensemble de plusieurs dizaines de milliers d'îles, d'îlots et de récifs.